# Campo Belo do Sul
Campo Belo do Sul es un municipio brasileño del estado de Santa Catarina. Tiene una población estimada al 2021 de 6 889 habitantes.

## Historia
El registro de la primera familia que exploró la ciudad data de 1780 los "Borges do Amaral e Castro". Fue hasta el 10 de mayo de 1856, donde por ley provincial la localidad se instaló como freguesia. Se estableció como municipio el 3 de diciembre de 1961.